# Karabinek-granatnik wz. 1960
Karabinek–granatnik wz. 1960 – polska wersja AK przystosowana do wystrzeliwania granatów nasadkowych F-1N-60, PGN-60, KGN, DGN i CGN. W opisach broni występuje też pod nazwą kbkg wz. 60, kbk AKM - GN.

## Historia konstrukcji
Pod koniec lat 50. XX wieku postanowiono wzmocnić siłę ognia drużyny piechoty przez wprowadzenie na uzbrojenie granatów nasadkowych i przeznaczonego do ich wystrzeliwania granatnika nasadkowego. Ponieważ standardowa broń piechoty, czyli karabinek AK, nie posiadała możliwości wystrzeliwania takich granatów, postanowiono opracować specjalną wersję karabinka–granatnika. Zespołem opracowującym modyfikację kierowali Leon Chodkiewicz i Stanisław Dwojak. Polegała ona na dodaniu regulatora gazowego i zmianie konstrukcji zatrzasku pokrywy zamkowej (typowy zatrzask nie był w stanie zapobiec odłączeniu pokrywy w trakcie strzelania granatami). Na drewnianej kolbie pojawiły się zaczepy do mocowania gumowego amortyzatora, a na końcu lufy umieszczono gniazdo mocujące nasadkę do miotania granatów. Jej montaż i demontaż był możliwy przy pomocy klucza. Wprowadzono także krótki (pojemność 10 naboi) magazynek. Różni się od standardowego magazynka obecnością wkładki, która nie pozwala na ładowanie ostrej amunicji. Do wystrzeliwania granatów stosowano specjalną wersję ćwiczebnych naboi 7,62 × 39 mm wz. 43, czyli nabój UNM (od uniwersalny nabój miotający) wz. 1943/60 (o konstrukcji identycznej z nabojem ślepym wz.1943, ale z mocniejszym ładunkiem prochowym). W odróżnieniu od naboju ślepego wz.1943, UNM miał wierzchołek pomalowany na biało. Karabinek był produkowany z kolbą drewnianą stałą lub metalową składaną. Wersja z kolbą składaną, skonstruowana dla wojsk powietrznodesantowych, została szybko wycofana z uzbrojenia (zbyt mała sztywność i wytrzymałość kolby). Na początku lat 70. powstał karabinek–granatnik wz. 1960/72 w którym wprowadzono prostszy i tańszy celownik nasadkowy CN-70. Posiadał on drewnianą kolbę o konstrukcji podobnej do stałej, ale szybkoodłączalną i był przeznaczony dla wojsk powietrznodesantowych.
Poza ludowym Wojskiem Polskim kbkg wz. 1960 był używany przez Vietcong, a także członków formacji palestyńskich.

## Opis konstrukcji
Działanie karabinu podczas strzelania amunicją 7,62 × 39 mm wz. 43 (regulator gazowy w pozycji „O” - otwarty). Przy strzelaniu granatami nasadkowymi z nabojami UNM wz. 1943/60 (regulator gazowy w pozycji „Z” - zamknięty). 

## Ogólna charakterystyka broni
- Przeznaczenie: do zwalczania siły żywej i pojazdów nieopancerzonych/lekko opancerzonych
- Typ broni: wyspecjalizowana broń strzelecka
- Zasada działania broni: odprowadzanie części gazów prochowych przez boczny otwór w lufie
- Ryglowanie: poprzez obrót zamka
- Mechanizm spustowy: z przełącznikiem rodzaju ognia do prowadzenia ognia pojedynczego i ciągłego
- Mechanizm zabezpieczający: dźwigniowy bezpiecznik nastawny oraz spust samoczynny
- Zasilanie: magazynek łukowy, wymienny[8][9].

## Podstawowe dane taktyczno-techniczne broni
- Kaliber: 7,62 mm
- Długość broni; 1075 mm
- Długość lufy 415 mm
- Liczba/skok bruzd: 4/420 mm
- Długość linii celowniczej: 660 mm
- Masa broni bez magazynka: 4,3 kg
- Masa magazynka: długiego – 0,35 kg, krótkiego – 0,24 kg
- Masa broni załadowanej z magazynkiem: krótkim (naboje UNM) – 4,54 kg, z magazynkiem długim – 4,65 kg
- Pojemność magazynka: długiego – 30 naboi, krótkiego – 10 naboi
- Odległość nastaw celownika: 100 – 1000 metrów
- Odległość strzelania podczas strzelania granatów nasadkowych: do 240 metrów
- Prędkość początkowa wystrzelonego pocisku: 715 m/s
- Prędkość początkowa wystrzelonego granatu nasadkowego: PGN-60 – 60 m/s, KGN – 65 m/s, CGN – 90,5 m/s
- Energia początkowa pocisku: 2020 J
- Szybkostrzelność teoretyczna 500 strz./min
- Szybkostrzelność praktyczna: ogniem ciągłym – 100 strz./min., ogniem pojedynczym – 40 strz./min.
- Szybkostrzelność praktyczna: podczas strzelania granatami nasadkowymi 2 strz./min[8][9].

## Amunicja
- Typ naboju: 7,62 x 39 mm wz. 43
- Rodzaje stosowanych nabojów: 
  - nabój UNM wz. 1943/60,
  - z pociskiem zwykłym z rdzeniem stalowym PS,
  - z pociskiem smugowym T-45,
  - z pociskiem przeciwpancerno-zapalającym BZ
  - ślepy
- Rodzaje stosowanych granatów nasadkowych: 
  - F-1N-60,
  - PGN-60,
  - KGN,
  - DGN,
  - CGN
- Masa naboju 7,62 x 39 mm wz. 43: 16,20 gram[10]
- Masa pocisku z rdzeniem stalowym: 7,9 gram[10]
- Masa ładunku prochowego: 1,6 gram[10]
- Masa granatu nasadkowego: 260 – 630 gram[8][9].

## Wyposażenie
Standardowe wyposażenie broni: pas nośny, wycior, przybornik, torba na magazynki, olejarka, bagnet nożycowy typu 6H4, trzy zapasowe magazynki. Dodatkowe wyposażenie broni standardowej: odrzutnik do strzelania amunicją ślepą.
Dodatkowe wyposażenie broni - granatnika: magazynek krótki, nasadka, klucz, celownik nasadkowy wz. 1970, amortyzator, torba na granaty nasadkowe i wyposażenie dodatkowe.